# 대니엘라 퍼킨스
대니엘라 퍼킨스(Daniella Perkins, 2000년 6월 13일 ~ )는 미국의 배우이다.

## 참여 작품
- 라일리의 세상
- 썬더맨
- 네모바지 스폰지밥